# Малые Кушовы
 Малые Кушовы — деревня в Кировской области. Входит в состав муниципального образования «Город Киров»

## География
Расположена на расстоянии примерно 8 км по прямой на северо-запад от железнодорожного вокзала станции Киров.

## История
Известна с 1764 года как Починок Гришки Юнцова с 5 жителями, в 1802 2 двора. В 1873 году здесь  (починок Гришки Вьюнцева или Кушовы малые) дворов 4 и жителей 41, в 1905 9 и 94, в 1926 (Малые Кушовы или Григория Юнцова) 16 и 106, в 1950 16 и 78, в 1989 9 постоянных жителей. Настоящее название утвердилось с 1939 года. Административно подчиняется Октябрьскому району города Киров.

## Население
Постоянное население составляло 2 человека (русские 100%) в 2002 году, 10 в 2010.